# Santibáñez el Alto (kommunhuvudort)
Santibáñez el Alto är en kommunhuvudort i Spanien.   Den ligger i provinsen Provincia de Cáceres och regionen Extremadura, i den centrala delen av landet, 240 km väster om huvudstaden Madrid. Santibáñez el Alto ligger 648 meter över havet och antalet invånare är 487.
Terrängen runt Santibáñez el Alto är kuperad åt nordväst, men åt sydost är den platt. Santibáñez el Alto ligger uppe på en höjd. Runt Santibáñez el Alto är det glesbefolkat, med 11 invånare per kvadratkilometer. Närmaste större samhälle är Moraleja, 16,2 km sydväst om Santibáñez el Alto. Omgivningarna runt Santibáñez el Alto är huvudsakligen savann.